# 馬屋古女王
馬屋古女王（うまやこのひめみこ、生没年不詳）は、飛鳥時代の皇族。厩戸皇子（聖徳太子）と膳部菩岐々美郎女の第8子（第4王女）。『上宮記』は馬屋女王に作る。
厩戸皇子（聖徳太子）と膳部菩岐々美郎女との婚姻は推古天皇6年（598年）であるため、第8子であることを考えると生年はおよそ610年以降と推測できる。

## 登場作品
- 『馬屋古女王』 山岸凉子、1984年